# Национальная библиотека Руанды
Национальная библиотека Руанды (руанда Inkoranyabitabo, англ. National Library of Rwanda, фр. Bibliothèque nationale du Rwanda) — публичная библиотека в Руанде, расположенная в городе Кигали.

## История
Национальная библиотека Руанды была основана указом президента страны № 174/06 от 28 марта 1989 года. До 2014 года подчинялась Министерству спорта и культуры Руанды. 9 мая 2014 года был принят закон № 12/2014 об учреждении Агентства архивных и библиотечных услуг Руанды (англ. Rwanda Archives and Library Services Authority — RALSA), отвечающего за работу национального архива и национальной библиотеки и всех публичных библиотек Руанды.

## Современное состояние
Новое здание библиотеки было построено в 2012 году. Для пользования фондами библиотеки читатели обязаны вносить абонентскую плату, в 2015 году составлявшую 10000 руандийских франков в год, что даёт возможность взять на дом три документа раз в две недели с возможностью продления и пользоваться услугами интернет-кафе ежедневно в течение трёх часов. По состоянию на 2013 год, объём фонда библиотеки составляет 96000 единиц.